# Florence Eldridge

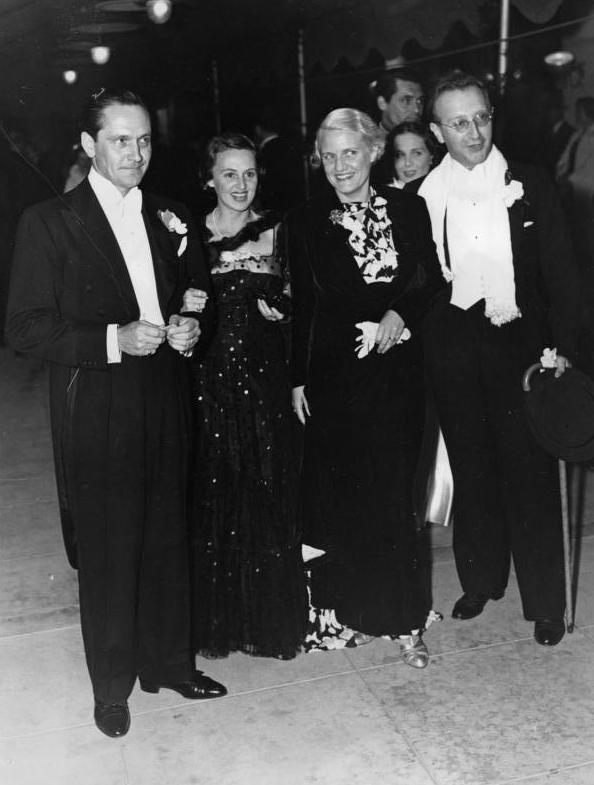
Von links: Fredric March mit Ehefrau Florence Eldridge, Helga Maria zu Löwenstein-Wertheim-Freudenberg mit Ehemann Hubertus Prinz zu Löwenstein-Wertheim-Freudenberg bei der Filmpremiere von Ein rastloses Leben am 29. Juli 1936 in Los Angeles

Florence Eldridge (* 5. September 1901 in Brooklyn, New York City; † 1. August 1988 in Long Beach, Kalifornien; eigentlich: Florence McKechnie) war eine US-amerikanische Schauspielerin. Sie gehörte zu Amerikas gefeiertsten Theaterdarstellerinnen, machte jedoch in den 1930er- und 1940er-Jahren auch Eindruck mit Auftritten in Kinofilmen, häufig an der Seite ihres Ehemannes Fredric March.

## Leben
Florence Eldridge debütierte 1918 am Broadway und feierte 1922 ihren Durchbruch in der Hauptrolle des Melodrams The Cat and the Canary. Bereits ein Jahr später drehte sie mit der Komödie Six Cylinder Love ihren ersten Film. 1926 lernte sie während einer Theatertournee ihren Kollegen Fredric March kennen, der sich in einem ähnlich frühen Stadium seiner Karriere befand. Die beiden heirateten 1927.
Während Fredric March schließlich einer der größten Stars Hollywoods werden sollte, spielte Florence Eldridge in erster Linie Nebenrollen im Film und konzentrierte sich auf das Theater. Das Ehepaar trat zwischen 1929 und 1960 in sieben Filmen gemeinsam vor die Kamera, so 1935 in einer Verfilmung des Romans Die Elenden mit Florence Eldridge als Fantine; 1936 spielte sie in Maria von Schottland die Königin Elisabeth, 1949 in Columbus Königin Isabella und 1960 in Wer den Wind sät war sie schließlich auch im Film Marchs Ehefrau.
1957 erhielt Florence Eldridge den New York Drama Critics’ Circle Award und eine Tony-Nominierung als beste Hauptdarstellerin für ihre Leistung in der Uraufführung des Bühnenstücks Eines langen Tages Reise in die Nacht von Eugene O’Neill. Auch hier war Fredric March ihr Partner, zusammen mit Katharine Ross und Jason Robards.
Die beiden blieben bis zu Fredric Marchs Tod im Jahr 1975 verheiratet. Sie hatten zwei adoptierte Kinder. 1978 trat Florence Eldridge für das Fernsehdrama Am Anfang weint man zum letzten Mal vor die Kamera.
Sie starb 86-jährig an einem Herzinfarkt.

## Filmografie (Auswahl)
- 1923: Six Cylinder Love
- 1929: The Greene Murder Case
- 1930: Die Frau für alle (The Divorcee)
- 1930: The Matrimonial Bed
- 1932: Thirteen Women
- 1933: The Great Jasper
- 1933: The Story of Temple Drake
- 1934: A Modern Hero
- 1935: Die Elenden (Les Misérables)
- 1936: Maria von Schottland (Mary of Scotland)
- 1948: Aus dem Dunkel des Waldes (Another Part of the Forest)
- 1948: An Act of Murder
- 1949: Columbus (Christopher Columbus)
- 1960: Wer den Wind sät (Inherit the Wind)
- 1978: Am Anfang weint man (First, You Cry, Fernsehfilm)